# Little Ego
Little Ego је комични стрип италијанског стрипског уметника Виторија Ђардина, а уједно и име главног лика.

## Радња
Намењен за одрасле, Little Ego представља еротску пародију на стрип Мали Немо. Главни лик је жена у средњим двадесетим. Као и Мали Немо, и Little Ego сања снове и буди се у последњој табли. Док се Мали Немо обраћа својој мајци после буђења, Little Ego размишља шта ће да каже свом психоаналитичару.
Приче обилују еротским сценама. Его се појављује полунага, или потпуно нага на најмање једном месту. Њени снови садрже различите облике сексуалности, међу којима хомосексуалност и зоофилију.

## Издања
Стрип је први пут објављен у Италији јануара 1984. у часопису Glamour. Након тога је објављиван у италијанском часопису Comic Art од јула 1985. до новембра 1989. Књига стрипова из часописа Comic Art објављена је 1989. у меком издању. Године 1989. објаваљен је у Америци у издању Catalan Communications у Њујорку и у Француској у издању Glénat. Издање на немачком језику објавила је издавачка кућа Carlsen 1990 у серији Erotic Souvenirs. У Шведској приче су објављиване у часопису Epix од 1986. до 1990. У Шпанији их је објавила издавачка кућа Norma Editorial. Амерички часопис Heavy Metal објавио је приче 1993. и 1994. без неког посебног реда.

## Оцене
Према оцени Харалда Хаваса, Ђардино је овим стрипом стекао „изненадну [...] међународну славу“. Према Тиму Пилхеру Little Ego је Ђардиново најпознатије дело.